# Litochila fumitarsis
Litochila fumitarsis är en stekelart som beskrevs av Kaur 1988. Litochila fumitarsis ingår i släktet Litochila och familjen brokparasitsteklar. Inga underarter finns listade i Catalogue of Life.